# バッド・ボーイズ (1983年の映画)
『バッド・ボーイズ』（Bad Boys）は1983年に製作されたアメリカ合衆国の映画。北米週末興行収入成績初登場8位（1983年3月25日-27日付）。ショーン・ペン主演。字幕は進藤光太。ショーン・ペンは、オーディションにてミック・オブライエン役をトム・クルーズ、ケヴィン・ベーコンらと競合した。

## あらすじ
敵対する不良グループを率いるパコの弟を事故死させたことにより、シカゴの少年刑務所に送られたミックの悲劇と所内の殺伐とした抗争劇を生々しく描いている。

## キャスト
※括弧内は日本語吹替（初回放送1989年9月28日 テレビ東京『木曜洋画劇場』）
- ミック・オブライエン：ショーン・ペン（関俊彦）
- ヘレラ：レニ・サントーニ（吉水慶）
- ダニエルズ：ジム・ムーディ（郷里大輔）
- ホロウィッツ：エリック・ガリー（堀川亮）
- JC：アリー・シーディ（荘真由美）
- バイキング：クランシー・ブラウン（大塚明夫）
- パコ・モレノ：イーサイ・モラレス（田中和実）
- ベンディックス：トニー・マーカス（阪脩）
  - その他声の出演：佐藤正治、荒川太郎、堀内賢雄、稲葉実、さとうあい、中村秀利、松本梨香、津久井教生、小室正幸、星野充昭、田原アルノ、牛山茂、高宮俊介

## 評価
レビュー・アグリゲーターのRotten Tomatoesでは20件のレビューで支持率は90%、平均点は7.00/10となった。Metacriticでは10件のレビューを基に加重平均値が53/100となった。